# Cambarincola alienus
Cambarincola alienus är en ringmaskart som beskrevs av Holt 1963. Cambarincola alienus ingår i släktet Cambarincola och familjen Cambarincolidae. Inga underarter finns listade i Catalogue of Life.